# 동아버스
동아버스(東亞―)는 부산광역시 사하구 을숙도대로709번길 8 (구평동)에 본사를 둔 마을버스 운송 업체이다. 이 곳에 운행하는 버스들은 동아대학교 버스 자체도색을 사용한다. 서울특별시 강북구의 옛 시내버스 회사로 2001년 계열사인 동아운수에 흡수합병된 동아버스와는 이름만 같을 뿐 아무 관련이 없다.

## 연혁
- 2001년 5월 1일: 회사 설립

## 차고지
- 구덕교통 차고지(대동중고교 근처)

## 운행 노선
- ● 사하10번 (하단역 ↔ 동아대학교)
- ● 서구5번 (동아대학교병원 ↔ 동대신역 ↔ 서대신역)

## 보유차량
- BS090 로얄미디
- NEW BS090
- E-에어로타운